# 뽀로로 극장판 바닷속 대모험
《뽀로로 극장판 바닷속 대모험》은 2025년에 개봉한 대한민국의 애니메이션 영화로, 《뽀로로》의 아홉 번째 극장판이다.

## 줄거리
“대장님 같은 영웅이 되고 싶어요!”. 바다의 수호자 ‘레드헌터스’를 이끄는 ‘머록’ 대장을 따라 바다를 지키는 영웅이 되기 위해 바닷속 모험을 떠난 뽀로로와 친구들. 하지만 거대한 괴물 ‘시터스’가 뽀로로와 친구들의 잠수함을 통째로 삼켜버리고, ‘머록’ 대장의 도움으로 가까스로 구출된 ‘뽀로로’와 ‘크롱’은 ‘시터스’에게 잡혀간 친구들을 구하기 위해 ‘최후의 시터스’ 사냥에 나선 ‘레드헌터스’의 마지막 작전에 함께하기로 한다. 그러나, 비밀스러운 소녀 ‘마린’이 나타나 그들의 작전을 방해하기 시작하고 바닷속에 숨겨진 진짜 비밀이 드러나게 되는데… 과연, 뽀로로와 친구들은 신비한 비밀을 풀고 진정한 ‘씨 가디언즈’가 될 수 있을까?

## 출연진 (성우)

### 주연
- 이선 - 뽀로로 역
- 김서영 - 해리 역

### 조연
- 이미자 - 크롱 역
- 김환진 - 포비 역
- 홍소영 - 루피 역
- 함수정 - 에디 역
- 정미숙 - 패티 역
- 한신 - 머록 역
- 엄상현 - 불독단원 / 상어 역
- 윤용식[2] - 햄스터 단원 / 시터스 역
- 김서영[3] - 마린 역
- 미상 - 뱀장어 역
- 미상 - 아기 시터스들 역

## 참고 사항
- 뽀로로 극장판 보물섬 대모험에 나오는 해적 캐릭터 불독과 햄스터 디자인을 사용한 캐릭터가 나온다.[4]
- 오콘키즈 홈페이지에 극장판 관련 정보 등이 나와있는데, 뽀롱뽀롱 뽀로로 3-5기 때 사용하던 타이틀 로고를 쓴다.